# Puchar Narodów Afryki 2021 (kwalifikacje)/Grupa E
Grupa E jest jedną z dwunastu grup eliminacji do turnieju o Puchar Narodów Afryki 2021. Składa się z czterech niżej wymienionych reprezentacji:
- Maroko
- Mauretania
- Republika Środkowoafrykańska
- Burundi

Każda drużyna rozegra z każdym z pozostałych rywali dwa mecze, jeden na własnym stadionie, drugi na stadionie rywala. Mecze rozgrywane będą od listopada 2019 roku do września 2020. Dwa najlepsze zespoły w grupie uzyskają awans do turnieju finałowego.
Z powodu pandemii COVID-19 wszystkie mecze kolejek numer 3 i 4 (zaplanowane na marzec 2020), a także numer 5 (zaplanowane na czerwiec 2020) zostały odwołane, bez podania nowej daty ich rozegrania.
30 czerwca 2020 roku CAF ogłosił przesunięcie rozegrania turnieju głównego ze stycznia 2021 na styczeń 2022. 19 sierpnia 2020 roku zapadła decyzja o nowych terminach meczów eliminacyjnych: kolejki numer 3 i 4 mają zostać rozegrane w dniach 9–17 listopada 2020, a kolejki 5 i 6 22–30 marca 2021.

## Tabela
| Msc. | Zespół                       | M | W | R | P | Br+ | Br− | +/− | Pkt |
| ---- | ---------------------------- | - | - | - | - | --- | --- | --- | --- |
| 1    | Maroko                       | 6 | 4 | 2 | 0 | 10  | 1   | +9  | 14  |
| 2    | Mauretania                   | 6 | 2 | 3 | 1 | 5   | 4   | +1  | 9   |
| 3    | Burundi                      | 6 | 1 | 2 | 3 | 6   | 10  | -4  | 5   |
| 4    | Republika Środkowoafrykańska | 6 | 1 | 1 | 4 | 5   | 11  | -6  | 4   |

|                              | Maroko | Mauretania | Burundi | Republika Środkowoafrykańska |
| ---------------------------- | ------ | ---------- | ------- | ---------------------------- |
| Maroko                       | X      | 0:0        | 1:0     | 4:1                          |
| Mauretania                   | 0:0    | X          | 1:1     | 2:0                          |
| Burundi                      | 0:3    | 3:1        | X       | 2:2                          |
| Republika Środkowoafrykańska | 0:2    | 0:1        | 2:0     | X                            |

## Wyniki

### Kolejka 1
| 13 listopada 2019 13:00 CET | Republika Środkowoafrykańska · Mabidé 5' · Mafouta 90+2' | 2:0(1:0)Raport | Burundi | Barthélemy Boganda Stadium, Bangi Sędzia: Anthony Ogwayo |
|                             |                                                          |                |         |                                                          |

| 15 listopada 2019 19:00 CET | Maroko | 0:0(0:0)Raport | Mauretania | Stade Moulay Abdellah, Rabat Sędzia: Louis Hakizimana |
|                             |        |                |            |                                                       |

### Kolejka 2
| 19 listopada 2019 13:00 CET | Burundi | 0:3(0:2)Raport | Maroko · Mazraoui 27' · En-Nesyri 39' · Hakimi 83' | Stade Prince Louis Rwagasore, Bużumbura Sędzia: Maguette Ndiaye |
|                             |         |                |                                                    |                                                                 |

| 19 listopada 2019 16:00 CET | Mauretania · Hacen 27' · Guidileye 90+1' | 2:0(1:0)Raport | Republika Środkowoafrykańska | Stade Cheikha Ould Boïdiya, Nawakszut Sędzia: Sadok Selmi |
|                             |                                          |                |                              |                                                           |

### Kolejka 3
| 11 listopada 2020 17:00 CET | Mauretania · N’Diaye 30' | 1:1(1:0)Raport | Burundi · Ntibazonkiza 79' | Stade Cheikha Ould Boïdiya, Nawakszut Sędzia: Alhadi Allaou Mahamat |
|                             |                          |                |                            |                                                                     |

| 13 listopada 2020 20:00 CET | Maroko · Hakimi 10' · Ziyech 31' (k.), 34' · Aboukhlal 64' | 4:1(3:1)Raport | Republika Środkowoafrykańska · Mafouta 25' | Stade Mohamed V, Casablanca Sędzia: Boubou Traoré |
|                             |                                                            |                |                                            |                                                   |

### Kolejka 4
| 15 listopada 2020 14:00 CET | Burundi · Ntibazonkiza 6', 55' · Ndayishimiye 46' | 3:1(1:1)Raport | Mauretania · Niass 27' | Stade Prince Louis Rwagasore, Bużumbura Sędzia: David Molise |
|                             |                                                   |                |                        |                                                              |

| 26 marca 2021 14:00 CET | Republika Środkowoafrykańska | 0:2(0:1)Raport | Maroko · Ziyech 39' · En-Nesyri 90+1' | Stade de la Réunification, Duala (Kamerun) Sędzia: Imtehaz Heeralall |
|                         |                              |                |                                       |                                                                      |

### Kolejka 5
| 26 marca 2021 14:00 CET | Burundi · Ntibazonkiza 59' · Nduwarugira 80' | 2:2(0:1)Raport | Republika Środkowoafrykańska · Mafouta 40', 53' | Stade Prince Louis Rwagasore, Bużumbura Sędzia: Abdulwahid Huraywidah |
|                         |                                              |                |                                                 |                                                                       |

| 26 marca 2021 20:00 CET | Mauretania | 0:0(0:0)Raport | Maroko | Stade Cheikha Ould Boïdiya, Nawakszut Sędzia: Joshua Bondo |
|                         |            |                |        |                                                            |

### Kolejka 6
| 30 marca 2021 15:00 CET | Republika Środkowoafrykańska | 0:1(0:1)Raport | Mauretania · Kamara 45+4' | Barthélemy Boganda Stadium, Bangi Sędzia: Alhadi Allaou Mahamat |
|                         |                              |                |                           |                                                                 |

| 30 marca 2021 21:00 CET | Maroko · Munir 45' | 1:0(1:0)Raport | Burundi | Stade Moulay Abdellah, Rabat Sędzia: Blaise Yuven Ngwa |
|                         |                    |                |         |                                                        |

## Strzelcy
4 gole
- Saïdi Ntibazonkiza
- Louis Mafouta

3 gole
- Hakim Ziyech

2 gole
- Youssef En-Nesyri
- Achraf Hakimi

1 gol
- Youssouf Ndayishimiye
- Christophe Nduwarugira
- Vianney Mabidé
- Diallo Guidileye
- Hacen
- Aboubakar Kamara
- Bakary N’Diaye
- Mamadou Niass
- Zakaria Aboukhlal
- Munir El Haddadi
- Noussair Mazraoui